# Melanie Jiménez
Melanie Nahomi Jiménez Villalba (ur. 2004) – meksykańska zapaśniczka walcząca w stylu wolnym. 
Brązowa medalistka mistrzostw panamerykańskich w 2025. Trzecia na mistrzostwach panamerykańskich U-23 w 2025. Trzecia na MŚ juniorów w 2023 i 2024. Mistrzyni panamerykańska juniorów w 2023 i 2024, a także kadetów w 2018 i 2021 roku.